# Chiesa di San Lorenzo Diacono e Martire (Lusia)
La chiesa di San Lorenzo Diacono e Martire è un edificio religioso sito a Cavazzana, frazione del comune di Lusia, in provincia di Rovigo, posto nel medio Polesine; sede parrocchiale, nella suddivisione territoriale della chiesa cattolica è collocata nel vicariato di Lendinara-San Bellino, a sua volta parte della diocesi di Adria-Rovigo.
Dedicata fin dalla sua prima costituzione a san Lorenzo, uno dei sette diaconi di Roma martirizzato nel III secolo sotto l'imperatore romano Valeriano, l'odierna chiesa venne edificata tra la fine del XVIII e l'inizio del XIX secolo su progetto dell'architetto e presbitero lendinarese Francesco Antonio Baccari, in sostituzione della precedente, della metà del XVI secolo, demolita per le precarie condizioni della struttura.

## Storia

### La chiesa originaria
I primi documenti che attestano la presenza di una chiesa parrocchiale nell'abitato risalgono al 1123, citato tra le donazioni che papa Callisto II in data 6 marzo fece a Litaldo, abate della Vangadizza, nell'attuale Badia Polesine, abbazia territoriale che ebbe giurisdizione su Villa Cavazana cum Ecclesia Sancti Laurenti nei secoli successivi fino alla sua soppressione alla fine del XVIII secolo. Tra le testimonianze storiche del periodo vi è anche una lapide, posta sulla parete esterna destra dell'attuale edificio, dove si ricorda la donazione del terreno sul quale è costruita la chiesa da parte di tal Domenico nel 1410.

### Il secondo edificio
Una seconda costruzione venne edificata attorno alla metà del XVI secolo, come desunto dalla relazione della visita pastorale dell'allora vescovo di Adria Giulio Canani datata 1540, la prima dopo il concilio di Trento, in cui si descrive la chiesa come appena costruita dalle fondamenta, dotata all'esterno di campanile e dov'erano presenti al suo interno, ben fornito di suppellettili, un fonte battesimale e, oltre al maggiore, cinque altari, dedicati al Santissimo, al Crocefisso, alla Beata Vergine Maria, a Santa Lucia e a San Sebastiano.
Tra le seguenti e documentate visite pastorali, si citano quella del 1592 da parte del vescovo di Adria Lorenzo Laureti e quelle di abati della Vangadizza e di loro vicari, dove in quella del 1631 è citata la presenza di cinque altari, del battistero e del cimitero sito nei pressi della chiesa.
La soppressione della Vangadizza da parte del Senato della Repubblica di Venezia, sia come abbazia che come ente territoriale ecclesiastico, tra il marzo 1790 e il settembre 1792, ebbe come conseguenza l'aggregazione della parrocchia alla diocesi di Adria; un anno più tardi fece visita alla comunità il vescovo Arnaldo Speroni degli Alvarotti.

### L'attuale edificio
Dato che alla fine del XVIII secolo la struttura evidenziava un degrado tale da rendere necessaria una sua profonda ristrutturazione, si preferì adottare una soluzione più radicale, decidendo di demolire l'edificio per ricostruirne uno nuovo affidando il progetto all'architetto lendinarese don Francesco Antonio Baccari, sacerdote dell'ordine dei Lazzaristi.
Baccari disegnò un edificio di gusto neoclassico, a tre navate, con la centrale, più ampia delle laterali, che si conclude nel presbiterio col coro, al quale venne inserito, nella muratura perimetrale esterna destra, il campanile.
Nella costruzione vennero reimpiegati alcuni elementi architettonici e artistici della precedente fabbrica, la lapide con stemma della famiglia Cattaneo risalente al 1410, la lastra tombale di Galeazzo da Milano del 1533 e la lapide sepolcrale datata 1705 del parroco G. V. Lorenzoni, impreziosita dal busto che lo raffigura. Sempre dalla precedente chiesa provengono due pale d'altare, realizzate nel 1709 dal pittore Angelo Trevisan.
Dei secoli successivi sono il rifacimento della facciata, eseguita nel 1893, data ricordata in una lapide murata a parete. Un profondo consolidamento strutturale, consigliato dopo il terremoto dell'Emilia del 2012 che, se anche agli estremi margini del cratere fece cadere alcuni stucchi dalle navate laterali e per la scoperta del deterioramento delle travi in legno che nel 2019 costrinsero la chiusura dell'edificio, venne messo in atto tra il 2020 e il 2021 con il contributo della Fondazione Cariparo, lavori che portarono alla luce, sotto il pavimento, di quattro scheletri in due diverse stratificazioni, i più antichi databili, grazie al ritrovamento di una cassettina lignea e dall'esame del suo contenuto, al XV secolo.
La consacrazione della chiesa risale invece al 1923, cerimonia officiata alla presenza del vescovo Anselmo Rizzi.